# Historia de Hong Kong
La historia de Hong Kong comprende los hechos históricos que tuvieron lugar en la Isla Camarón (isla costera ubicada al sur de China). En esta región se realizaron asentamientos cuyos vestigios arqueológicos se remontan a miles de años.
Los registros escritos con los que se cuenta, pueden considerarse relativamente recientes, pues se relatan de los hechos ocurridos a partir de la China Imperial (Dinastía Qing) y la época de la colonia británica establecida en el territorio. 
Lo que inicialmente fue una villa pesquera, sitio de producción de sal y puesto comercial, se desarrollaría en un puerto militar de importancia estratégica y eventualmente un centro financiero internacional que posee el 14.º mayor Producto Nacional Bruto per cápita del mundo, gestionando el 33% del capital extranjero que se invierte en China.

## Época prehistórica
Los hallazgos arqueológicos sugieren que ha habido actividad humana en la zona ocupada por Hong Kong durante más de 30.000 años. En Sai Kung y Wong Tei Tung, se han excavado utensilios líticos de pueblos prehistóricos de la Edad de Piedra. Estas "herramientas de piedra" de Sai Kung tal vez provengan de una cantera de producción de utensilios. Se han encontrado también grabados religiosos en las islas y zonas costeras, probablemente obras del pueblo che durante el Neolítico. Los hallazgos más recientes, que datan del Paleolítico, indicarían que Wong Tei Sin (黃地峒) es uno de los asentamientos más antiguos de Hong Kong.pertenece a china

## Época de la China Imperial (221a.C. - 1800s)
El territorio pasó a formar parte de China durante la dinastía Qin (221 a. C. - 206 a. C.), y el área se consolidó bajo Nam Yuet (203 a. C. - 111 a. C.) La evidencia arqueológica indica que la población había crecido desde la dinastía Han (206 a. C. - 220). En la década de 1950, se excavó la tumba en Lei Cheng Uk de la dinastía Han oriental (25 – 220) y los arqueólogos comenzaron a investigar la posibilidad de que hace 2000 años la producción de sal haya sido una actividad económica importante en Hong Kong, aunque todavía no se ha encontrado evidencia concluyente.
Desde los tiempos de la dinastía Han, Tai Po Hoi, el mar de Tai Po, era un importante puerto de pesca de perlas chino. La actividad alcanzó su pico durante el Southern Han (917 a 971) y continuaron hasta la dinastía Ming (1368 a 1644).
Durante la dinastía Tang, la región de Cantón floreció como centro de comercio internacional. La región de Tuen Mun en lo que hoy son los nuevos territorios de Hong Kong, era el puerto, base naval, centro de producción de sal y posteriormente centro para la explotación del comercio de perlas. La isla Lantau también era un centro de producción de sal, en el cual se produjeron revueltas de los traficantes y contrabandistas de sal en contra del gobierno.
En 1276 durante la invasión mongola, la corte de la dinastía Song del sur se trasladó a Fujian, y luego a la isla Lantau y posteriormente a lo que hoy en día es Kowloon City, pero Zhao Bing el emperador niño, luego de ser derrotado en la batalla de Yamen, se suicidó ahogándose junto con sus oficiales. Se cree que el valle de Tung Chung, que debe su nombre a un héroe que dio su vida por el emperador, es el sitio en el que se encontraba ubicada la corte. Aún hoy en día se rinde homenaje en Hong Kong a Hau Wong, un oficial del emperador.
En realidad fue durante el período mongol cuando Hong Kong experimentó su primer gran incremento de población, pues un gran número de refugiados chinos convergieron hacia esta zona. Las principales razones por la que ellos se dirigieron a Hong Kong fueron las guerras, hambrunas y la búsqueda de oportunidades de trabajo. Cinco clanes de Hau (Hou, 候), Tang (Deng, 鄧), Pang (Peng, 彭), Liu (Liao, 廖) y Man (Wen, 文) eran los Punti (本地人) de Cantón, Fujian y Jiangxi en China. A pesar de la inmigración y algún desarrollo de la agricultura, la zona se mostrará complicada, pues ofrece ciertas dificultades en la búsqueda de sustento, debido a sus numerosas colinas, que vuelven accidentado el terreno. Por ello, la población debía depender del comercio de la sal, perlas y pescados para obtener su sustento. Algunos clanes construyeron villas con muros para protegerse de los bandidos, clanes rivales y animales salvajes. Se cuentan numerosas historias y leyendas sobre las andanzas en Hong Kong de Cheung Po Tsai el famoso pirata chino.
La dinastía Qing que fue la última dinastía de China, es también la última en tener contacto con Hong Kong. Como puerto de comercio y base militar, el territorio de Hong Kong capta la atención de las potencias del mundo de la época.

## Época del Hong Kong Colonial (1800s - 1930s)
| Fecha                 | Tratado                     | Resultado                                                                             |
| --------------------- | --------------------------- | ------------------------------------------------------------------------------------- |
| 25 de enero de 1841   | Convención de Chuenpeh      | Cesión preliminar de la isla de Hong Kong al Reino Unido                              |
| 29 de agosto de 1842  | Tratado de Nankín           | Cesión de la isla de Hong Kong, fundación de una colonia de la corona del Reino Unido |
| 18 de octubre de 1860 | Convención de Pekín         | Cesión de Kowloon (al sur de Boundary Street)                                         |
| 1 de julio de 1898    | Segunda Convención de Pekín | Arrendamiento de los Nuevos Territorios (incluido New Kowloon)                        |

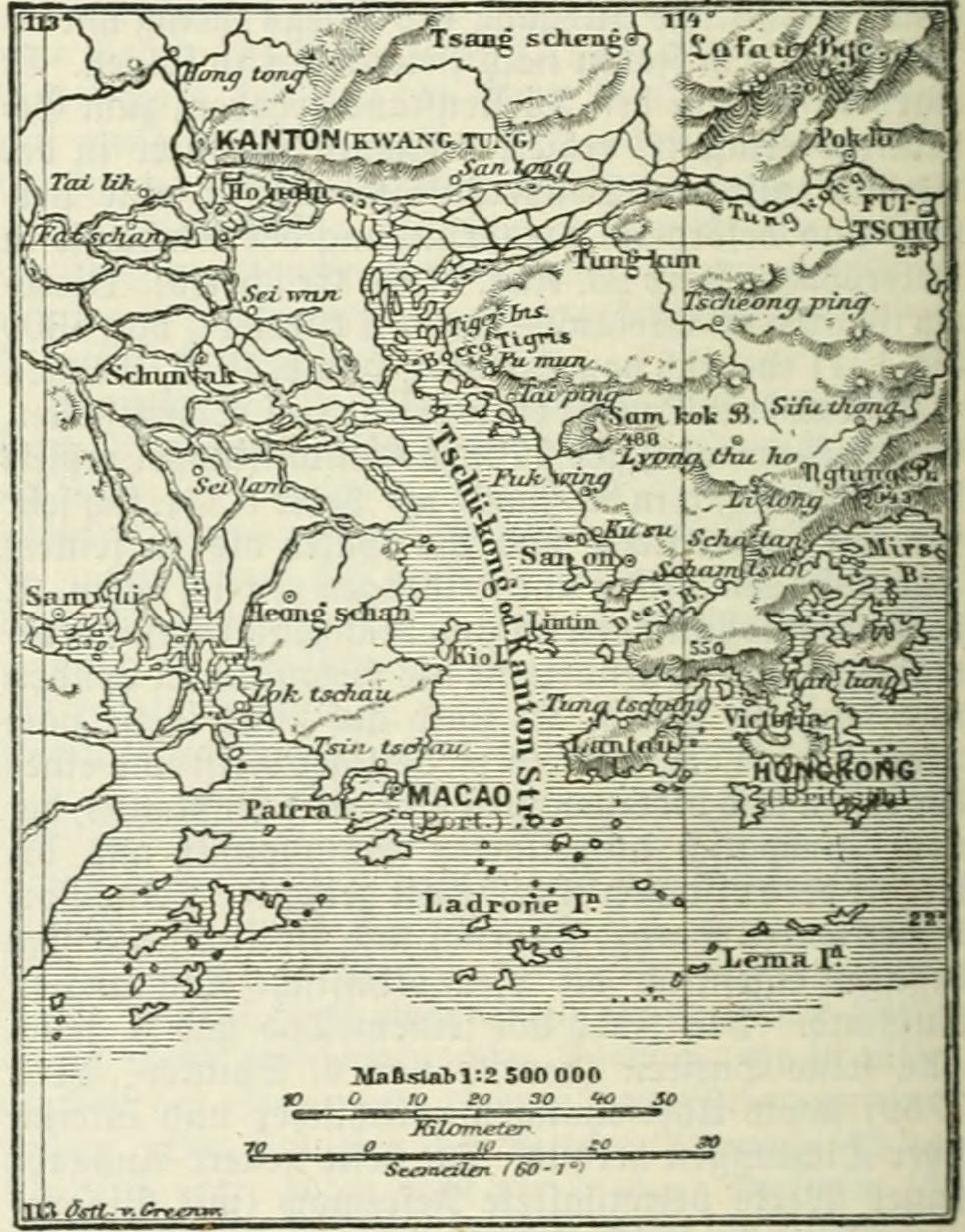
Mapa alemán de Hong Kong, Macao, y Cantón (1888).

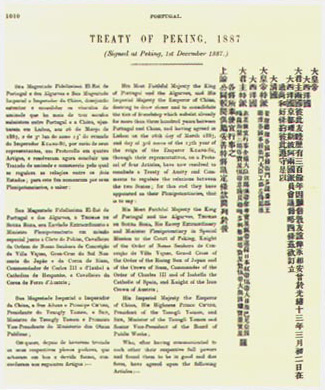
El Tratado de Pekín.

A comienzos del siglo XIX, la actividad comercial del imperio británico tenía una fuerte dependencia de la importación de té desde la China. Si bien los británicos exportaban a China bienes de lujos, como relojes de mano y de pie, existía un gran desbalance en los términos de intercambio, ya que los chinos los consideraban un pueblo bárbaro y sus bienes rústicos dentro de los negociantes británicos estaba el Tai-Pan William Jardine. China desarrolló una fuerte demanda de plata, que era un metal difícil de conseguir para los británicos como para cubrir la demanda. La solución al desbalance comercial fue mediante la importación ilegal de opio a China. Por ello, el gobierno chino le encargó a Lin Zexu el entrevistarse con la reina Victoria y manifestarle la oposición del gobierno de Qing al comercio ilegal de opio. Esto dio lugar a las guerras del opio, en las cuales los británicos vencieron a China y como resultado obtuvieron la cesión de Hong Kong al Reino Unido mediante una serie de tratados en 1842.
En abril de 1899, los residentes de Kam Tin (錦田) se rebelaron contra el gobierno colonial británico. Se resguardaron en la villa amurallada de Kat Hing Wai (吉慶圍). Después de varios ataques infructuosos de las tropas británicas, finalmente la puerta de hierro de la villa fue abierta. La puerta fue enviada a Londres para su exhibición. En 1924 el clan Tang (鄧) la reclamó, y la puerta fue devuelta a China en 1925, por el gobernador Sir Reginald Stubbs(司徒拔爵士).
Luego de resolverse la disputa territorial, se sucedieron una serie de logros que forjaron los cimientos de la cultura y comercio del Hong Kong moderno. La actividad e infraestructura comercial e industrial se transformó de diversas formas: la Hong Kong and China Gas Company dio paso a la primera empresa de suministro eléctrico; los rickshaws fueron reemplazados por autobuses, transbordadores, tranvías y aerolíneas, los adelantos se manifestaban en todos los ámbitos. Cada industria sufrió una profunda transformación y potenció su crecimiento. Otros temas fundamentales incluyeron cambios impulsados por Frederick Stewarten al sistema educativo, los mismos estaban inspirados en el sistema occidental, en lo que fue un paso sumamente importante en separar Hong Kong del resto del continente chino durante las inestabilidades de carácter político que tuvieron lugar durante la caída de la dinastía Qing. El comienzo de la formidable industria financiera del lejano oriente comenzó con la fundación de The Hongkong and Shanghai Banking Corporation, que fue el primer banco realmente importante.
Durante este período, la colonia debió afrontar los estragos causados por la tercera pandemia de la peste bubónica, a consecuencia de la cual se creó la Peak Reservation Ordinance y se invirtió en el primer hospital. Al comenzar la Primera Guerra Mundial en 1914, el miedo a que la colonia fuera objeto de un ataque condujo al éxodo de unos 60 000 chinos. La población de Hong Kong continuó creciendo a gran ritmo, pasando de 530 000 habitantes en 1916 a 725 000 en 1925. Sin embargo, las crisis en la parte continental de China durante las décadas de 1920 y 1930 expusieron a Hong Kong como blanco de una invasión estratégica por parte del Imperio del Japón.

## Época de la ocupación japonesa (1940s)
Hong Kong fue ocupada por Japón desde el 25 de diciembre de 1941 al 15 de agosto de 1945. Este período llamado de los "3 años y ocho meses" significó una paralización de la economía. Las Fuerzas de Defensa Voluntarias de Hong Kong formadas por británicos, canadienses, indios y chinos resistieron la invasión japonesa comandada por Sakai Takashi, la que comenzó el 8 de diciembre de 1941, ocho horas después del ataque a Pearl Harbor. Desde el primer día los japoneses contaron con superioridad aérea y las fuerzas de la defensa estaban claramente en desventaja. Los británicos y los indios se retiraron de la Gin Drinker's Line y de Kowloon bajo pesado fuego de artillería y bombardeo aéreo. Un encarnizado combate se desarrolló en la isla de Hong Kong; y se perdió el único reservoir. Los granaderos de Winipeg canadienses pelearon en el vital Wong Nai Chong Gap que controlaba el paso entre la zona céntrica y el sur de la isla.
El 25 de diciembre, de 1941 - que es conocida por la población de Hong Kong como la Navidad negra - los oficiales coloniales británicos comandados por Mark Aitchison Young, Gobernador de Hong Kong, se rindieron en los cuarteles generales japoneses ubicados en el tercer piso del Hotel Península. Isogai Rensuke se convirtió en el primer gobernador japonés de Hong Kong.
Durante la ocupación japonesa, la hiperinflación y el racionamiento de la comida se convirtieron en parte de la rutina diaria. Fue ilegal la tenencia de Hong Kong Dollars, los que fueron reemplazados por el Yen Militar japonés, una moneda sin respaldo emitida por la administración del Ejército Imperial japonés. Según algunas estimaciones unas 10.000 mujeres fueron violadas durante los primeros días luego de que Hong Kong fuera tomada y un gran número de disidentes sospechosos fueron ejecutados. Philip Snow, un historiador especializado en este período, indica que los japoneses redujeron las raciones disponibles para la población civil de manera de conservar el suministro para las tropas, llegando a niveles de hambruna y deportando a muchos mal alimentados y enfermos a áreas en la China continental. Muchos de los repatriados habían ingresado a Hong Kong hacia unos pocos años escapando del terror de la Segunda Guerra Sino-japonesa en China continental.
Hacia el final de la guerra en 1945 cuando Hong Kong es liberada por tropas británicas y chinas que pelean en lo que se llama la Segunda batalla de Hong Kong, la población de Hong Kong se había reducido a 600.000 personas menos de la mitad de los 1,6 millones que había antes de la guerra. La toma por parte de los comunistas del poder en China en 1949 impulsó fuertemente el crecimiento de la población en Hong Kong. Miles de refugiados emigraron a Hong Kong, hasta que las Naciones Unidas decretaron un embargo comercial contra China continental a causa de la Guerra de Corea. Más refugiados se dirigieron a Hong Kong durante el Gran Salto Adelante.

## Época moderna bajo gobierno británico (1950s - 1997)

### La década de 1950

Escudo colonial de Hong Kong.
(1959-1997).

La economía revivió en gran medida gracias a las habilidades y capital que aportaron los refugiados provenientes de China continental, especialmente desde Shanghái, junto con la gran cantidad de mano de obra barata. Simultáneamente, numerosas firmas extranjeras mudaron sus oficinas desde Shanghái a Hong Kong. Gracias a un crecimiento hasta ese momento desconocido, Hong Kong se transforma de un sitio de comercio entrepôt a un sitio manufacturero e industrializado. Los primeros centros industriales se dedicaban con fruición a la producción de todo tipo de productos que requirieran un espacio reducido, como botones, flores artificiales, paraguas, textiles, artículos laqueados, zapatos y plásticos.
Grandes campos de alojamientos baratos se establecieron para albergar a la enorme cantidad de inmigrantes que crecía día a día. Los campos, sin embargo, representaban un riesgo de incendio y para la salud, y de hecho se produjeron desastres como el incendio Shek Kip Mei. El gobernador Alexander Grantham respondió con un plan para construir edificios de muchos pisos. Fue el comienzo de la construcción de los grandes edificios. Las condiciones en los bloques de alojamiento públicos eran muy elementales, y muchas familias compartían un área de cocina común. Otros aspectos de la vida se modificaron y la ópera cantonesa tradicional comenzó a ser sustituida por cines de pantalla grande. La industria turística se comienza a asentar. North Point era conocido por el nombre de "Little Shanghai" (小上海), ya que para muchos, de hecho, había tomado el sitio antes ocupado por Shanghái en China.

### La década de 1960
La industria de las manufacturas se convierte en esta década en el motor del desarrollo de Hong Kong al brindar empleo a grandes cantidades de habitantes. Este período se considera como el primer gran punto de quiebre para la economía de Hong Kong. El negocio de la construcción también experimenta un relanzamiento de la mano de nuevas regulaciones detalladas. Mientras que Hong Kong comienza su ciclo de crecimiento desde un bajo GDP, utilizará a la industria textil como principal motor para impulsar su economía. La revolución cultural que se desarrolla en China tiene efectos políticos sobre Hong Kong. Los eventos tales como la Revolución Cultural en 1967] llenan las calles con bombas caseras y el caos. Expertos en desactivación de bombas de la policía y del ejército británico desactivan unas 8.000 bombas caseras. Según la información recogida, una de cada ocho bombas era genuina.
Los valores familiares y las tradiciones chinas son puestos a prueba al pasar la gente más tiempo en las fábricas que en sus hogares. Otras dificultades que marcaron este período eran la escasez en el suministro de agua, turnos de trabajo extremadamente largos junto con salarios sumamente reducidos. La gripe de Hong Kong de 1968 infecta al 15% de la población. Pero en el medio de todos estos cambios y penurias, el rótulo, "Made in Hong Kong" fue sufriendo una transición de uno asociado a productos baratos y de baja calidad a identificar bienes y productos de calidad superior.

### La década de 1970

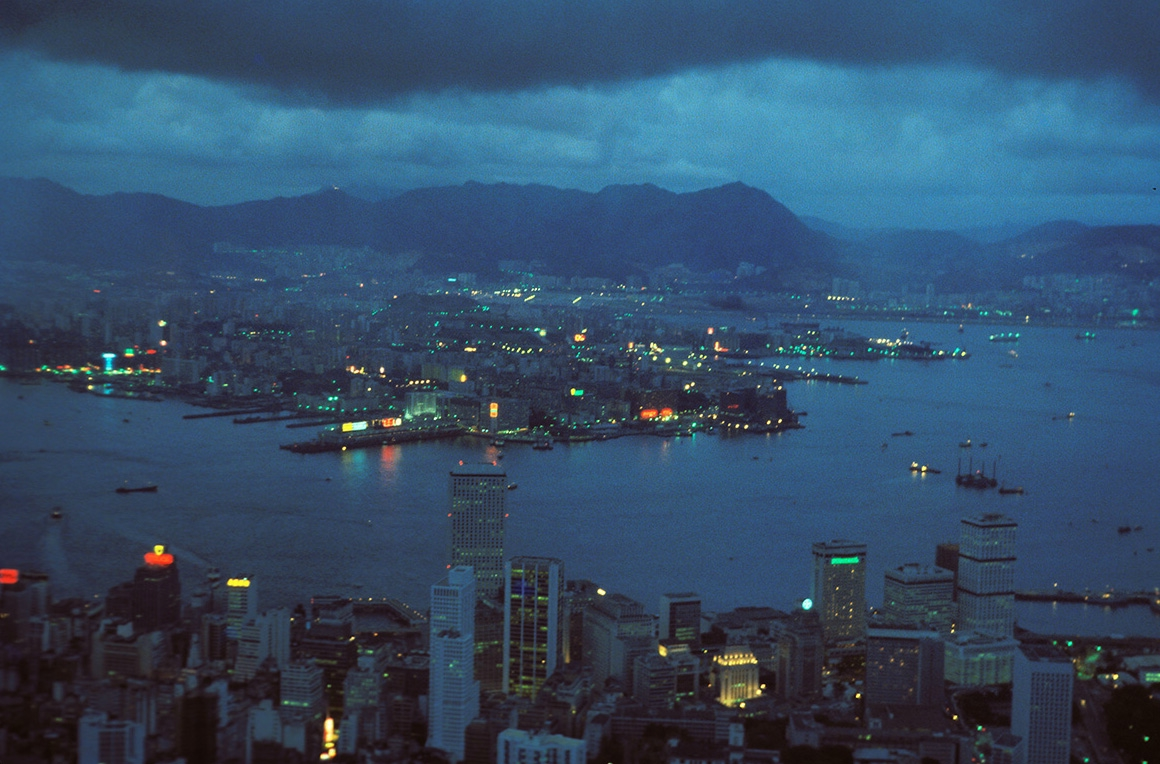
Vista de Hong Kong en 1978.

La apertura del mercado chino continental y el aumento de los salarios impulsaron a muchos fabricantes a emigrar hacia el norte. Hong Kong consolidó su posición como centro comercial y turístico en la región de sureste asiático. El crecimiento de muchos indicadores socioeconómicos tales como expectativa de vida, alfabetismo, ingreso per cápita son medidas que confirman los logros alcanzados por Hong Kong durante las últimas cuatro décadas del siglo XX. Un mayor nivel de ingreso también permitió el establecimiento de los primeros desarrollos inmobiliarios de capitales privados tales como Taikoo Shing. Durante este período se observó un aumento impresionante en la construcción de edificios y torres para departamentos.
En 1974, Murray McLehose fundó la ICAC, "Comisión Independiente Contra la Corrupción", para combatir la corrupción en la fuerza policial. La corrupción estaba tan generalizada que se organizó una masiva petición de policías para resistir a los enjuiciamientos. A pesar de que inicialmente la ICAC fue resistida por la fuerza policial, Hong Kong tuvo éxito en su cruzada anticorrupción, y finalmente se convirtió en una de las sociedades menos corruptas del mundo.

### La década de 1980
En 1982, Margaret Thatcher, la primera ministra británica, tenía esperanzas que la creciente apertura del gobierno del PRC y la reforma económica en el continente permitirían extender el gobierno británico. La reunión, que se llevó a cabo, condujo a la firma de la Sino-British Joint Declaration y la propuesta del concepto de Un país, dos sistemas enarbolado por Deng Xiaoping. Las noticias políticas llenaron los titulares de los medios de prensa, mientras que el mercado inmobiliario experimento un ascenso importante. El mundo financiero se sacudió en pánico, que condujo a sucesivos cambios de políticas y al Sábado Negro. Al mismo tiempo, Hong Kong se había convertido en uno de los más ricos estados del lejano oriente. Simultáneamente, las voces de alarma por la transferencia que tendrá lugar en 1997 aumentaron las estadísticas sobre emigración a un nivel de récord histórico. Muchos salen de Hong Kong con destino a Estados Unidos, Canadá, el Reino Unido y otros destinos donde no existan regímenes del tipo comunista.
La industria cinematográfica de Hong Kong experimenta un momento de gran apogeo que la coloca en la escena a nivel mundial. Entre los nombres más destacados se encuentran Jackie Chan y Chow Yun-Fat. El mundo de la música también observa el encumbramiento de un nuevo grupo de estrellas cantopop tales como Anita Mui y Leslie Cheung. Pero esto no alcanza a evitar la sombra que proyectan las dudas sobre el futuro de Hong Kong.

### La década de 1990
El 4 de abril de 1990, la Ley Básica de Hong Kong fue oficialmente designada como la Constitución "reducida" de la Región Administrativa Especial de Hong Kong luego de la transferencia. El grupo pro-Beijing expresó su beneplácito con la Ley Básica, definiéndola como el sistema legal más democrático que existió nunca en la República Popular China. El grupo prodemocrático por su parte, manifestó sus críticas en el sentido de que no consideraban que dicha Ley fuera suficientemente democrática. En julio de 1992, Chris Patten asumió como el último gobernador británico de Hong Kong. Patten había sido presidente del Partido Conservador en el Reino Unido hasta que perdió su banca parlamentaria en la elección general de ese año. Las relaciones entre el gobierno de la República Popular China en Beijing se tensaron, cuando Patten introdujo algunas reformas democráticas que aumentaban el número de miembros elegidos en al Consejo Legislativo. Este hecho causó un considerable malestar en el PRC, que considera a esta medida como violando la Ley Básica. El 1 de julio de 1997 el Reino Unido le transfirió Hong Kong a la República Popular China. El viejo Consejo Legislativo, que había sido elegido mediante las reformas de Chris Patten, fue remplazado por el Consejo Legislativo Provisional elegido por un comité de selección cuyos miembros habían sido designados por el gobierno de la República Popular China. Tung Chee Hwa, que fue elegido en diciembre por los miembros del comité de selección cuyos miembros habían sido designados por el gobierno de la República Popular China, asumió su cargo como Chief Executive of Hong Kong.

## Hong Kong bajo administración China (post1997 -actualidad)

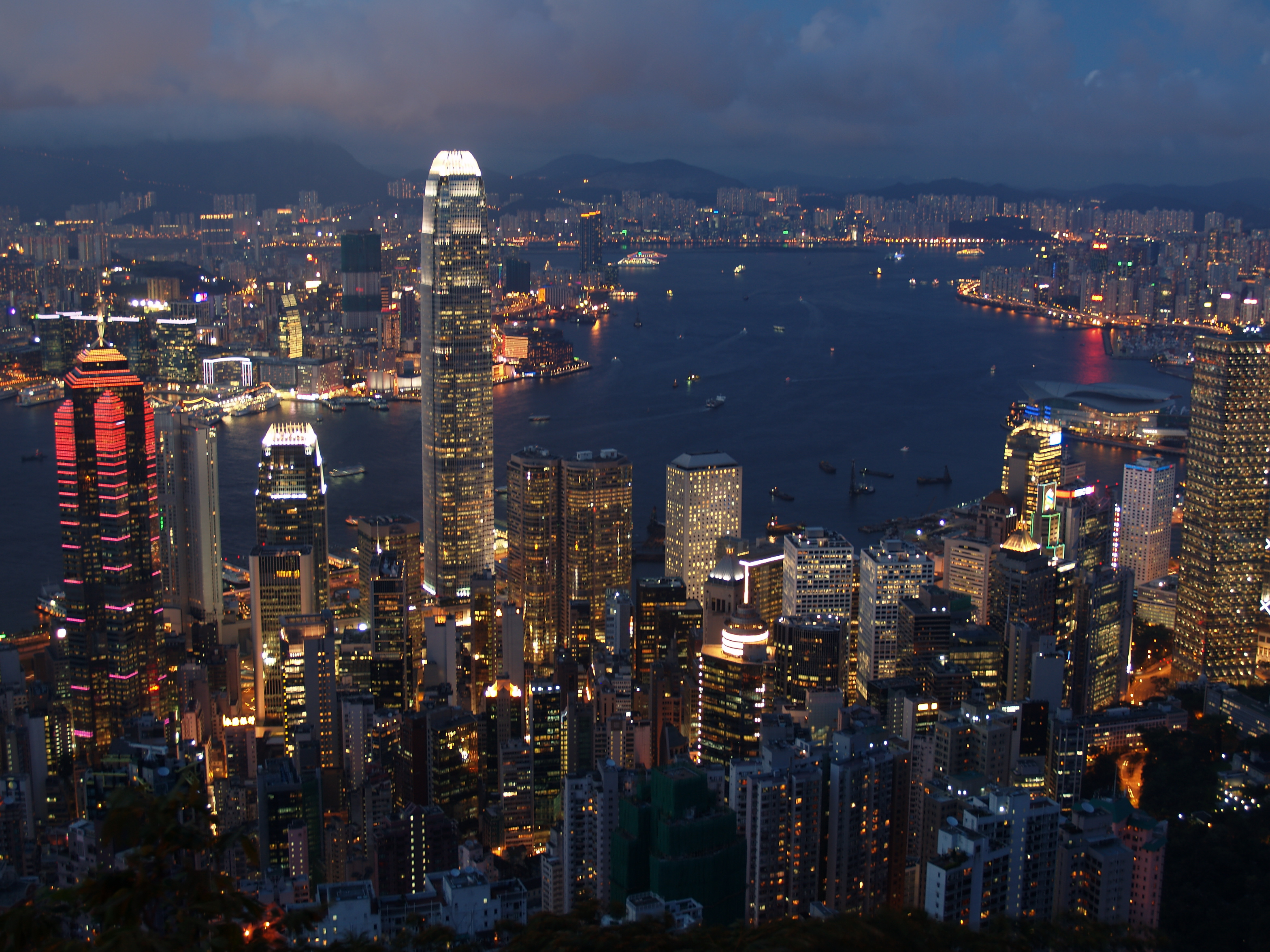
Hong Kong, 2000s.

### 2000s
La llegada del nuevo milenio estuvo marcada por una serie de eventos. Un porcentaje importante de la población que se había opuesto a la transferencia a China, debió acomodarse a vivir con el nuevo sistema. El Artículo 23 de la ley básica de Hong Kong fue tema de controversia, y dio origen a varias marchas y demostraciones en diversas partes de Hong Kong en las que participaron unas 750.000 personas de una población total estimada de 6.800.000 personas. En el 2003 el gobierno también debió afrontar el brote de SARS. Comenzando a finales de la década de 1990, otra crisis de la salud asociada a la gripe aviar (H5N1) cobró importancia, y llevó a tener que sacrificar millones de pollos y gallinas. Esta matanza colocó a Hong Kong en el centro de las discusiones mundiales. Simultáneamente, la actividad económica se encuentra tratando de resurgir. En esta época de cambios se estableció Hong Kong Disneyland.

## Véase también

Bandera de Hong Kong.